# آلایروی
آلایَروی (به لاتین: Alajärvi) یک شهرداری و شهرک در فنلاند است که در اوستروبوتنیای جنوبی واقع شده‌است.